# Khorol (huyện)
Huyện Khorol (tiếng Ukraina: Хорольський район, chuyển tự: Khorols’kyi raion) là một huyện của tỉnh Poltava thuộc Ukraina. Huyện Khorol có diện tích 1062 kilômét vuông, dân số theo điều tra dân số ngày 5 tháng 12 năm 2001 là 42169 người với mật độ 40 người/km2. Trung tâm huyện nằm ở Khorol.